# Forteresse de Samuel
La forteresse de Samuel (en macédonien Самуилова тврдина) est un monument d'Ohrid, ville du sud-ouest de la Macédoine du Nord. 

## Histoire
La forteresse est mentionnée la première fois dans des chroniques de 476 et fut probablement largement remaniée par le tsar de Bulgarie Samuel Ier.
Ce dernier avait fait d'Ohrid la capitale de son empire en 969.
En 1018, les Byzantins reprennent le contrôle de la ville et l'empereur Basile II fait démolir en grande partie les défenses de la ville. 
La forteresse possède aujourd'hui 18 tours carrées et 4 portes, dont une nous est parvenue intacte. Les murs les plus hauts font de 10 à 16 mètres.

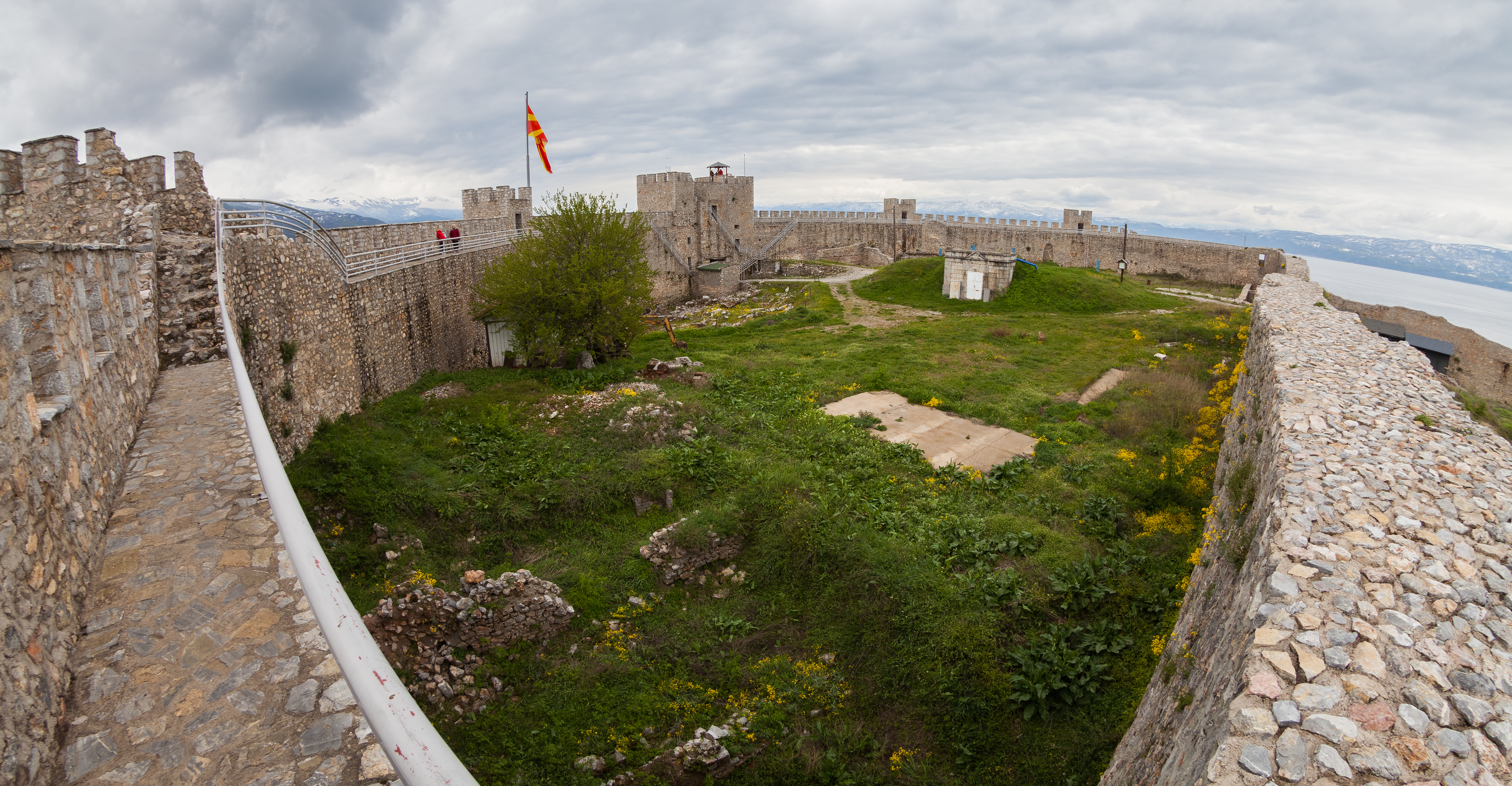
L'intérieur de la forteresse.

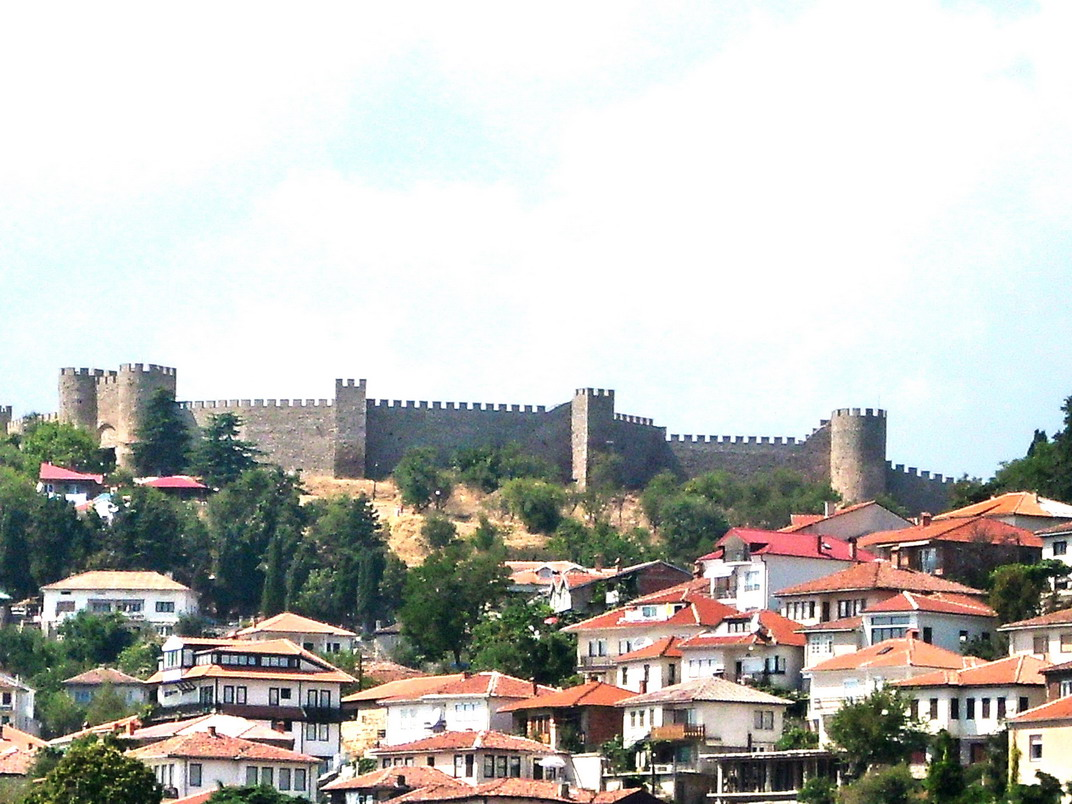
La forteresse dominant la vieille ville d'Ohrid.